# Blepharosis poecila
Blepharosis poecila là một loài bướm đêm trong họ Noctuidae.